# Bragança Paulista (tiểu vùng)
Bragança Paulista là một tiểu vùng thuộc bang São Paulo, Brasil. Tiều vùng này có diện tích 3132 km², dân số năm 2007 là 417297 người.